# Classic Rock
Classic Rock – brytyjski miesięcznik oraz magazyn internetowy poświęcony muzyce rockowej, założony w 1998 roku. Od 2017 roku należy do przedsiębiorstwa Future plc dzieląc z siostrzanymi magazynami Metal Hammer i Prog wspólną stronę internetową Louder. 

## Profil
Magazyn Classic Rock jest poświęcony muzyce rockowej. Publikuje najnowsze wiadomości, ekskluzywne wywiady i zakulisowe prezentacje, a także dostęp do największych nazw w muzyce rockowej: Led Zeppelin, Deep Purple, Guns N’ Roses, Rolling Stones, AC/DC, Sex Pistols i innych. Autorzy dostarczają informacji nie tylko o uznanych ale i wschodzących zespołach oraz wszelkich wiadomości o największych nowych wydawnictwach muzycznych.

## Historia
Magazyn Classic Rock został założony w 1998 roku. Należał do przedsiębiorstwa Future plc. W 2013 roku zostal zakupiony od Future razem z magazynem Metal Hammer przez TeamRock, firmę zajmującą się muzyką rockową, założoną w 2012 roku przez byłych dyrektorów GMG (Guardian Media Group) Radio, Johna Myersa i Billy’ego Andersona. Przeciętna sprzedaż miesięczna magazynu drukowanego w 2015 roku wynosiła 51219 egzemplarzy.
Od 2017 roku Classic Rock ponownie należy do przedsiębiorstwa Future plc dzieląc z siostrzanymi magazynami Metal Hammer i Prog wspólną stronę internetową Louder. Mając łącznie ponad 5 milionów obserwujących w mediach społecznościowych jest ona jedną z największych i najbardziej wpływowych alternatywnych stron muzycznych na świecie. Jako czasopismo drukowane ma 13 wydań w ciągu roku.
Classic Rock istnieje również w formie aplikacji dostępnej na platformie App Store oferującej ten sam zestaw informacji co strona internetowa.
W 2020 roku zespół magazynu Classic Rock uruchomił nową serię podcastów, zatytułowaną The 20 Million Club. Prowadzony przez Nicky’ego Horne’a The 20 Million Club zawiera również gościnne występy zespołu redakcyjnego Classic Rock, a każdy odcinek poświęcony jest jednemu z najlepiej sprzedających się albumów rockowych wszech czasów. Jako pierwszy został zaprezentowany Back in Black AC/DC.

## Classic Rock w innych krajach
Od 2010 roku Classic Rock ukazuje się także w języku niemieckim i jest dystrybuowany na całym obszarze niemieckojęzycznym. W każdym numerze zawarte są wywiady, raporty, recenzje wszystkich istotnych publikacji ze świata rocka, dołączona jest też bezpłatna płyta CD z najnowszymi piosenkami zarówno wschodzących jak i uznanych gwiazd.